# 拉诺埃布朗什
拉诺埃布朗什（法語：La Noë-Blanche，法語發音：[la nɔe blɑ̃ʃ]）是法国伊勒-维莱讷省的一个市镇，属于勒东区。

## 地理
拉诺埃布朗什（47°48'9"N, 1°44'29"W）面积23.18 平方千米，位于法国布列塔尼大區伊勒-维莱讷省，该省份为法国西北部沿海省份，位于布列塔尼半岛东部，北濒大西洋，西接阿摩尔滨海省和莫尔比昂省，南至大西洋卢瓦尔省，西南端接曼恩-卢瓦尔省，东临马耶讷省，东北与芒什省接壤。
与拉诺埃布朗什接壤的市镇（或旧市镇、城区）包括：布列塔尼地区班、拉多米讷莱、大富日赖、维莱讷河畔圣安娜、吉普里-梅萨克。

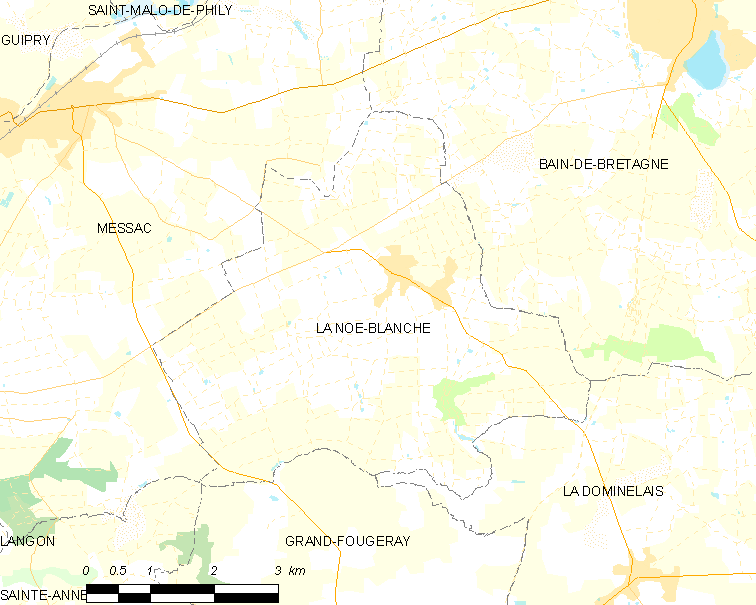
拉诺埃布朗什的OSM定位图

拉诺埃布朗什的时区为UTC+01:00、UTC+02:00（夏令时）。

## 行政
拉诺埃布朗什的邮政编码为35470，INSEE市镇编码为35202。

## 政治
拉诺埃布朗什所属的省级选区为布列塔尼地区班县。

## 人口

1962-2008年间拉诺埃布朗什人口变化图示

拉诺埃布朗什于2022年1月1日时的人口数量为1007人。